# Brachymeles boholensis
Espèce
Synonymes
- Brachymeles gracilis boholensis Brown & Rabor, 1967
- Brachymeles boulengeri boholensis Brown & Rabor, 1967

Brachymeles boholensis est une espèce de sauriens de la famille des Scincidae.

## Répartition
Cette espèce est endémique de l'île de Bohol aux Philippines.

## Étymologie
Son nom d'espèce, composé de bohol et du suffixe latin -ensis, « qui vit dans, qui habite », lui a été donné en référence au lieu de sa découverte, l'île de Bohol.

## Publication originale
- Brown & Rabor, 1967 : Review of the genus Brachymeles (Sauria), with descriptions of new species and subspecies. Proceedings of the California Academy of Sciences, sér. 4, vol. 34, p. 525-548 (texte intégral).